# Perilissus pallidus
Perilissus pallidus är en stekelart som först beskrevs av Johann Ludwig Christian Gravenhorst 1829.  Perilissus pallidus ingår i släktet Perilissus och familjen brokparasitsteklar. Arten är reproducerande i Sverige. Inga underarter finns listade i Catalogue of Life.